# Engazzà
Engazzà (Ingazà in veneto) è una frazione di circa 390 abitanti del comune di Salizzole, nella Provincia di Verona.

## Geografia fisica
Engazzà dista 30 chilometri da Verona. Si trova nella parte sud-ovest del territorio comunale, circa a metà strada tra Salizzole e Nogara. Il territorio del paese si estende per circa 2 chilometri. È una delle tre frazioni del comune di Salizzole, assieme a Bionde e Valmorsel. La frazione è in parte attraversata dal fiume Tregnon e dal condotto dugale Zimel.

## Storia
La frazione di Engazzà si trovava anticamente all'interno di un grande bosco, denominato già in età Longobardo-Franca "Gazi et Hengazate Nogarie", da cui trae sicuramente il nome. 
Nel 1379 i fratelli Bartolomeo II e Antonio della Scala vendono a Bartolomeo di Nogara "l'intera possessione e Vicariato d'Engazzà con annessi diritti". Queste comprendevano 87 appezzamenti arativi e prativi, fra i quali un complesso di edifici con torre circondato da mura situato all'angolo fra le attuali Via Torre e Via della Pace.
Nel 1456 il vescovo investe Giulia di Nogara, figlia di Bartolomeo e moglie del nobile Federico Zaccaria, della decima di Engazzà. Con la successiva nomina ad eredi dei figli di Giulia il patrimonio fondiario e le giurisdizioni dell'area passano alla famiglia Zaccaria, di cui rimarranno fino all'inizio del XIX secolo. 
La torre con casamento, residenza degli Zaccaria fino alla vendita a favore della famiglia Valmarana avvenuta all'inizio del XVIII secolo, è stata demolita durante gli anni '30 del Novecento. Nello stesso periodo della vendita i nobili di Engazzà trasferiscono la residenza famigliare nell'attuale Corte Zaccaria, in contrada Mezza Villa. L'edificio, di proprietà della famiglia già dal '400 e di aspetto modesto, viene ristrutturato nel periodo del trasferimento secondo lo stile tardo settecentesco, decorata con pinnacoli e obelischi in testa alla facciata e profili in tufo alle finestre.

## Luoghi d'interesse

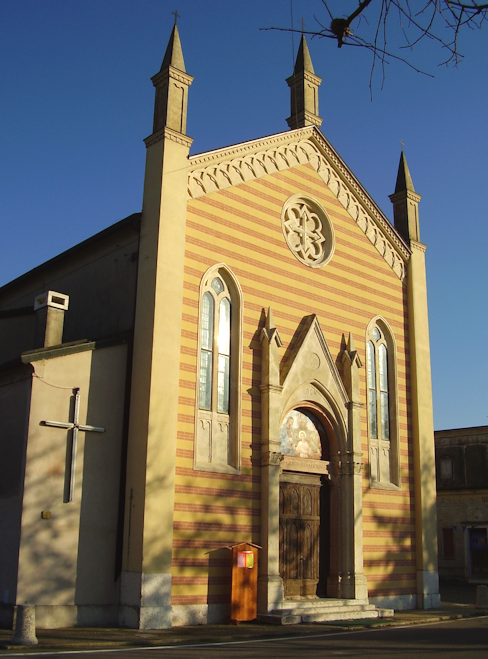
Chiesa parrocchiale di Santa Maria Assunta

### Chiesa di Santa Maria Assunta
La chiesa, secondo deduzioni sorte dall'analisi morfologica dell'abside, è stata edificata nella prima metà del XV secolo. L'edificio ha l'aspetto tipico dell'epoca compreso le finestre ogivali e la forma semicircolare della costruzione stessa.
Sono stati effettuati numerosi lavori di espansione e ristrutturazione nei secoli successivi all'edificazione, come l'allungamento della navata (allungata due volte), la ristrutturazione del tetto, l'aggiunta del portale in marmo di Verona con archivolto a tutto sesto e gli stipiti conclusi da capitelli corinzieschi (periodo rinascimentale), la ristrutturazione dell'ingresso del campanile (1541), e le opere di espansione ed abbellimento nell'800 da parte del parroco Don Riccardo Toajari.
L'edificio è stato nuovamente ristrutturato dopo il 2000 sia internamente che esternamente per opera di Don Flavio Squassabia.
La chiesa custodisce al suo interno importanti opere di pittori come Domenico Brusasorzi, Pasquale Ottino e Pietro Ricchi.
Sul campanile sono collocate 6 campane in tonalità Fa#3, con sistema di suono manuale alla Veronese. Le 5 campane maggiori furono fuse nel 1864 dalla fonderia Cavadini di Verona, mentre la sesta fu aggiunta nel 2012 ad opera della Fonderia Allanconi di Ripalta Cremasca. Del concerto originale del 1864 è rimasta integra solo la seconda campana (nota Si3), le altre sono state rifuse per incrinatura, sempre ad opera della fonderia Cavadini. La campana maggiore, del peso di 511 kg, fu l'ultima ad essere rifusa, nel 1963. 

### Altri luoghi d'interesse
- Corte Zaccaria (XVIII sec.)
- Corte Dominicale Campagna - Sanzana alla Chiesa (XVI - XVII sec.)

## Economia

Piazzale della parrocchia nel 1959.

La frazione rispecchia la tipica economia provinciale veronese. Il territorio presenta un sistema produttivo quasi puramente agricolo, caratterizzato principalmente dalla coltivazione di frumento, mais e ortaggi. Sono però presenti anche alcune piccole aziende d'altro tipo, specializzate nella produzione di mobili, nel settore metalmeccanico e nella lavorazione di carni.